# Gomeán
Gomeán (llamada oficialmente Santiago de Gomeán) es una parroquia y una aldea española del municipio de Corgo, en la provincia de Lugo, Galicia. Tiene una población estimada, en 2020, de 189 habitantes.

## Organización territorial
La parroquia está formada por diez entidades de población, constando nueve de ellas en el nomenclátor del Instituto Nacional de Estadística español:
- Alfonxe
- Castro (O Castro)
- Escardel
- Gomeán
- Matafaxín
- Pacio (O Pacio)
- Torrón (O Torrón)
- Val (O Val)
- Valverde
- Vega de Anzuelos (A Veiga de Anzuelos)

## Demografía

### Parroquia
| Gráfica de evolución demográfica de Gomeán (parroquia) entre 2000 y 2020 |
|                                                                          |
| Datos según el nomenclátor publicado por el INE.                         |

### Aldea
| Gráfica de evolución demográfica de Gomeán (aldea) entre 2000 y 2020 |
|                                                                      |
| Datos según el nomenclátor publicado por el INE.                     |